# Astrit Ajdarević
Astrit Agim Ajdarević (* 17. April 1990, Priština, SFR Jugoslawien) ist ein ehemaliger kosovarisch-schwedischer Fußballspieler. Der Mittelfeldspieler ist der Sohn des ehemaligen jugoslawischen Fußballprofis Agim Ajdarević.

## Werdegang

### Anfangsjahre
Im Sommer 1992 verbrachte Ajdarevićs Familie ihren Urlaub in Schweden. Wegen der ausbrechenden Jugoslawienkriege wollte der beim FK Spartak Subotica unter Vertrag stehende Vater nicht in seine Heimat zurückkehren. Nachdem der Vater wegen zu hoher Ablöseforderungen zunächst keinen Verein in Schweden fand und mit Gelegenheitsjobs seinen Lebensunterhalt verdienen musste, wurde er letztlich durch Falkenbergs FF verpflichtet und konnte in Schweden bleiben und dort seine Karriere fortsetzen.
Astrit Ajdarević begann in Schweden mit dem Fußballspielen bei Rinia IF. Als Vierjähriger spielte er bereits mit den zwei Jahre älteren Jungen. Später wechselte er zur Jugendabteilung des Klubs seines Vaters FFF. Dort durchlief er die Jugendmannschaften und wurde auch in die schwedischen Juniorennationalmannschaften berufen. Im August 2005 lief er beim ersten Auswahlspiel des 1990er-Jahrgangs in der U15 an der Seite späterer schwedischer Erstligaspieler wie Simon Helg oder Jesper Florén auf, das mit einem 3:0-Erfolg endete.
In der Spielzeit 2006 rückte Ajdarević in die in der Superettan spielende Männermannschaft auf und schwankte zwischen Ersatzbank und Tribüne. Am 10. Juli des Jahres feierte er sein Debüt in der zweithöchsten schwedischen Spielklasse, als er beim 3:0-Erfolg über GIF Sundsvall in der 89. Spielminute für Björn Carlsson eingewechselt wurde. In der Folge konnte er sich jedoch nicht dauerhaft im Kader festsetzen und gehörte nie längerfristig zu den 16 Akteuren im Spielkader. Erst Ende August kam er zu seinem zweiten Spiel im Trikot von FFF, als er bei der 2:3-Niederlage gegen Åtvidabergs FF abermals in der Schlussphase eingewechselt wurde und zehn Minuten an der Seite von Spielern wie Stefan Rodevåg oder David Elm agierte. Erneut verpasste es der Mittelfeldspieler, sich im Kader festzusetzen. Erst in den letzten drei Partien der Spielzeit erhielt er jeweils als Einwechselspieler in aufeinander folgenden Spielen Einsatzzeit.

### Wechsel nach England
Im Dezember 2006 absolvierte Ajdarević ein Probetraining beim englischen Spitzenklub FC Liverpool. Im folgenden Januar wurde die Verpflichtung des Nachwuchsspielers bekannt gegeben. Der Wechsel ins Ausland in jugendlichem Alter löste einige Diskussionen in Schweden über die Vorgehensweise bei der Förderung junger Spieler aus.
Nach Konditionsrückständen zu Beginn seines Englandaufenthalts konnte sich Ajdarević langsam in die Nachwuchsmannschaft spielen. Im Sommer erreichte der aufgrund seines Aussehens und seiner Spielweise mit Patrik Berger verglichene Spieler mit der Mannschaft die Endrunde um den FA Youth Cup. Nachdem er im Halbfinale des Wettbewerbs vom Platz verwiesen wurde, verpasste er das erste Endspiel gegen die Nachwuchself von Manchester United. Im Rückspiel konnte er wieder mitwirken und nach erfolgreich gestaltetem Elfmeterschießen den Sieg der Trophäe bejubeln. Dennoch konnte er sich beim FC Liverpool nicht durchsetzen. Zwar trainierte er zeitweise in der Reservemannschaft des Klubs mit, hauptsächlich dachte der Klub jedoch an weitere Einsätze in der U-18-Mannschaft nach, wo er einer der drei gestatteten älteren Spieler sein sollte. Daher sah der Nachwuchsspieler sich nach neuen Vereinen um und bestritt Probetraining bei NEC Nijmegen und dem VfB Stuttgart.
Nachdem Ajdarević ein weiteres Dreivierteljahr nicht in die Männermannschaft des FC Liverpool befördert worden war, entschied sich der Klub Ende März 2009, ihn bis zum Saisonende an Leicester City in die Football League One zu verleihen. Eine Woche nach Bekanntgabe des Leihgeschäfts kam er am 4. April beim 2:2-Unentschieden gegen Carlisle United als Einwechselspieler zu seinem Debüt im englischen Profifußball. Bis zum Saisonende kam er fünfmal als Einwechselspieler zum Einsatz und trug zum Aufstieg des Klubs als Tabellenerster in die Football League Championship bei. Im Anschluss an die Spielzeit signalisierte der Klub Interesse an einer Weiterbeschäftigung und vereinbarte einen Ein-Jahres-Kontrakt mit dem Spieler. In der anschließenden Spielzeit blieb ihm jedoch nur die Rolle des Ersatzmannes. Im März 2010 verlieh ihn der Klub an Hereford United in die viertklassige Football League Two, wo er jedoch bis zum Saisonende lediglich zu einem Kurzeinsatz als Einwechselspieler kam.

### Rückkehr nach Schweden
Nach Ablauf seines Vertrages bei Leicester City verließ Ajdarević im Sommer 2010 England. Nachdem er kurzzeitig beim Allsvenskan-Klub Örebro SK mittrainiert hatte, nahm ihn der Klub Anfang Juli unter Vertrag, als er eine Vereinbarung über dreieinhalb Jahre Laufzeit unterzeichnete. Bei seinem Ligadebüt am 18. Juli gegen den IF Elfsborg zeichnete er sich beim 3:3-Unentschieden nach seiner Einwechslung als Torschütze aus, als ihm in der Nachspielzeit der Ausgleichstreffer gelang. Mit fünf Saisontoren bis zum Saisonende war er maßgeblich an einer der erfolgreichsten Spielzeiten des Klubs beteiligt, der als Tabellendritter die Saison beendete.
Nach dem Erfolg war Ajdarević ein gefragter Spieler und Örebro SK konnte sich mit ihm nicht auf eine weitere Zusammenarbeit verständigen. Daher verließ er den Klub und schloss sich mit einem Vier-Jahres-Vertrag dem Erstligaaufsteiger IFK Norrköping an. Dort empfahl er sich für die schwedische U-21-Auswahl, für die er im Sommer debütierte. Anschließend fester Bestandteil der Auswahlmannschaft, erhielt er am Saisonende auch mit seinem Klub die Klasse und führte die Mannschaft um Mathias Florén, Shpetim Hasani und Gunnar Heiðar Þorvaldsson in der ersten Hälfte der Spielzeit 2012 ins vordere Mittelfeld der Tabelle.

### Erneuter Wechsel ins Ausland
Anfang Juli 2012 gab der belgische Erstligist die Verpflichtung Ajdarevićs bekannt, der beim Verein aus der Ersten Division einen Vertrag über vier Spielzeiten unterzeichnete. Unter Trainer Ron Jans war er an der Seite von Laurent Ciman, Jelle Van Damme und Luis Manuel Seijas auf Anhieb Stammspieler. Parallel erreichte er im Herbst mit der U-21-Auswahl die Play-off-Spiele zur Qualifikation zur U-21-Europameisterschaft 2013, wobei er im abschließenden Gruppenspiel gegen die Ukraine mit einem Tor und einer Torvorlage entscheidend am Gruppensieg beteiligt war. Verletzungsbedingt verpasste er die Entscheidungsspiele gegen die italienische Nachwuchsauswahl, bei der die Mannschaft durch zwei Niederlagen die Endrundenteilnahme verpasste.